# Bovo-Bukh

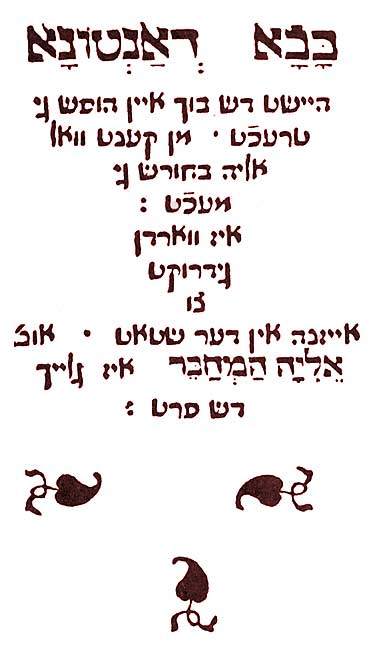
Page de titre de l'édition de 1541.

Le Bovo-Bukh (Livre de Bovo ; aussi connu sous le nom de Baba Buch, etc.), écrit en 1507-1508 par Élie Lévita, est le roman de chevalerie le plus populaire écrit en yiddish. Imprimé en 1541, c'est le premier livre non-religieux imprimé en yiddish. Pendant les cinq siècles suivants, il a connu pas moins de 40 nouvelles rééditions. Il est composé de 650 strophes "ottava rima" (de huit vers iambiques) et selon Sol Liptzin, est « généralement considéré comme la plus remarquable œuvre poétique en vieux-yiddish ».
Le thème du livre est basé sur la chanson de geste anglo-normande de Sir "Beuve de Hanstone", dont Lévita eut connaissance par l'intermédiaire d'une traduction en italien. Le poème italien dont le nom anglais de Bevis of Hampton a été modifié en Buovo d'Antona, avait déjà été imprimé au moins trente fois avant son adaptation en yiddish.  Le thème central tourne autour de l'amour de Bovo et de Druzane,. L'histoire n'a aucune base juive, mais comparée aux autres récits chevaleresques, « il atténue tous les symboles chrétiens de l'œuvre originale » et « substitue des coutumes, des valeurs et des traits de caractère juifs par ci et par là ». 
Cette histoire fait aussi partie de la culture populaire russe. –voir :   Бова Королевич
Le Bovo-Bukh a été appelé plus tard, vers la fin du XVIIIe siècle le Bove-Mayse (Conte de Bovo). Ce nom s’est à son tour déformé pour repasser en yiddish sous la dénomination Bobe-mayse, qui signifie littéralement « Conte de grand-mère » ou « Conte de vieille femme ».

## Aperçu de l'histoire romanesque
Note : Ce résumé est basé sur la description donnée par Sol Liptzin, dans son livre : A History of Yiddish Literature, p. 6-7.
La jeune mère de Bovo conspire avec son amant pour que son vieux mari, le roi, soit tué lors d'une chasse, afin d'épouser son meurtrier. Elle essaie aussi, mais échoue, d'empoisonner son jeune enfant, Bonno, dont elle craint qu'il n'essaie de venger son père. Le jeune et joli garçon s'enfuit d'Antona. Il est enlevé et conduit en Flandre pour devenir garçon d'écurie du roi, mais la fille du roi, Druzane tombe amoureuse de lui. 
Le sauvage sultan de Babylone arrive, accompagné de dix mille guerriers, pour demander Druzane en mariage pour son affreux fils, Lucifer. Devant le refus du roi, il engage la bataille et le roi de Flandre est capturé. Bovo, chevauchant un cheval magique, Rundele, vainc l'armée du sultan, tue Lucifer, libère le roi et se voit offrir la main de Druzane. Mais, il est attiré à Babylone où il est emprisonné dans des conditions horribles pendant un an, avant d'arriver à s'échapper. Pendant ce temps, Druzane qui le croit mort, consent à se marier avec le chevalier Macabron.
Le jour du mariage de Druzane et de Macabron, Bovo arrive déguisé en mendiant. Il s'enfuit avec Druzane, tout d'abord vers un palais, puis dans la forêt, poursuivi par Macabron. Cachée dans le tréfonds de la forêt, Druzane donne naissance à des jumeaux. 
Bovo se met alors en route pour trouver un moyen de rejoindre la Flandre. Absent trop longtemps, Druzane croit qu'il a été la proie d'un lion, et décide alors de partir par ses propres moyens avec les jumeaux, et réussit à rejoindre la Flandre. Bovo de retour dans la forêt, ne trouve ni Druzane ni les jumeaux, et pense qu'ils ont eux été victimes d'un lion. Désespéré, il rejoint une armée pour combattre sa ville natale d'Antona. Il tue son beau-père et expédie sa mère au couvent, avant de récupérer sa légitime couronne. Il retrouve Druzane, qui devient alors sa reine.   

## Éditions modernes
- (en) "Elia Levita Bachur's Bovo-Buch: A Translation of the Old Yiddish Edition of 1541 with Introduction and Notes" de Elia Levita Bachur, traduit du yiddish en anglais par Jerry C. Smith, avec notes, Fenestra Books, 2003,  (ISBN 1-58736-160-4).